# Шёнит
Шёнит (англ. Schoenite, нем. Schönit) — минерал, водный сульфат магния-дикалия. Синоним пикромерит (англ. Picromerite).
Эпоним шёнит берёт начало от фамилии Шёне (англ. Schoene, нем. Schöne). Шёнит назван в честь горного мастера Шёне (нем. Schöne), открывшего минерал в Штасфурте-Леопольдсхалле (Leopoldshall ).

## Описание
Данный минерал обнаруживается в каинитовых и соляных месторождениях. 
Плотность 2,0 г/см3. Твёрдость 2,5. Бесцветный, белый, серый, жёлтый. Блеск стеклянный. Горький на вкус. Химический состав: K2O — 23,39 %; MgO — 10,01 %; SO3 — 39,76 %; H2O — 26,84 %.

### Химическая формула
Эмпирическая формула данного минерала: K2Mg[SO4]2·6H2O. Существует минерал леонит с тем же химическим составом, отличающийся количеством молекул кристаллизационной воды (4 вместо 6).